# Ensete (gènere)
Ensete és un gènere de plantes amb flors monocàrpiques. Són plantes natives de les regions tropicals d'Àfrica i Àsia. És un dels tres gèneres de la família de la banana (Musaceae) i inclou a E. ventricosum, un conreu alimentari important a Etiòpia.

## Taxonomia
El gènere Ensete va ser descrit primer per Paul Fedorowitsch Horaninow (1796-1865) en el seu Prodromus Monographiae Scitaminarum de 1862 però el gènere no va tenir reconeixement general fins a 1947 quan el va reviscolar E. E. Cheesman qui va classificar les bananes en 25 espècies.
És possible separar Ensete entre espècies africanes i asiàtiques.
Àfrica
Ensete gilletii
Ensete homblei
Ensete perrieri - endèmic de Madagascar però molt similar a E. glaucum
Ensete ventricosum -cultivat a Etiòpia
Àsia
Ensete glaucum - estès des d'Índia a Papua Nova Guinea
Ensete lasiocarpum (Franch.) Cheesman - Xina, Vietnam, Laos, Myanmar (Burma)
Ensete superbum - Ghats Occidentals d'Índia
Ensete wilsonii - Yunnan, Xina, però dubtosament diferent d'E. glaucum
Ensete sp. "Tailàndia" - possiblement una nova espècie o població disjunta d'E. superbum